# Азиатска песъчарка
Азиатската песъчарка (Eremogone gypsophiloides) е вид двусемеделно растение от семейство Карамфилови (Caryophyllaceae).
Разпространена е открити варовити и скалисти местности в зоната на ксерофитните дъбови гори в Югозападна Азия до Азербайджан и североизточен Ирак, както и в югоизточната част на Балканския полуостров. Тя е тревисто растение с дълги 7 до 50 сантиметра стъбла и нишковидни листа. Цъфти през юни – юли с дребни бели цветове, събрани в сложно съцветие, опрашва се от насекоми и се размножава със семена.
В България се среща в югоизточната част на страната и е смятана за застрашен вид, включен в Червената книга.